# Hydroxykenoelsmoreit
Hydroxykenoelsmoreit ist ein sehr seltenes Mineral aus der Mineralklasse der Oxide und Hydroxide. Es kristallisiert im trigonalen Kristallsystem mit der Zusammensetzung (☐,Pb)2(W,Fe3+,Al)2(O,OH)6(OH), ist also ein Tungstat, dessen A-Position hauptsächlich durch Leerstellen (Vakanzen) gekennzeichnet ist.
Hydroxykenoelsmoreit kommt an seiner Typlokalität in Form von winzigen subidiomorphen, plattigenen Kristallen mit sechsseitigem Umriss von bis zu maximal 50 µm Größe vor, die in losen Anhäufungen rosettenförmige Aggregate bis zu 150 µm Durchmesser bilden und mit Goethit und Galenit vergesellschaftet sind.
Die Typlokalität des Hydroxykenoelsmoreits sind hydrothermale Quarzgänge im 2,5 × 15 km großen Golderzfeld von „Masaka“ (Koordinaten des Golderzfeldes von Masaka), Provinz Muyinga, Burundi. Hydroxykenoelsmoreit ist damit das erste Mineral, dessen Typlokalität sich in der Republik Burundi befindet.

## Etymologie und Geschichte
Während der Untersuchung der Kristallographie und der Polymorphe sekundärer Tungstate und Antimoniate in der Pyrochlor-Obergruppe sowie der Strukturen mit verwandten hexagonalen Wolframbronze-Baueinheiten („Hexagonal Tungsten Bronze“, HTB) erforschten australische Mineralogen um Stuart J. Mills auch ein als „Phyllotungstit“ etikettiertes, Pittongit ähnelndes Mineral mit plattiger Morphologie, welches sich als neuer Vertreter der Elsmoréit-Gruppe in der Pyrochlor-Obergruppe erwies.
Das neue Mineral wurde der International Mineralogical Association (IMA) vorgelegt, die es im Jahre 2016 unter der vorläufigen Bezeichnung „IMA 2016-056“ anerkannte. Die wissenschaftliche Erstbeschreibung dieses Minerals erfolgte im Jahre 2017 durch ein australisch-US-amerikanisch-russisches Forscherteam mit Stuart J. Mills, Andrew G. Christy, Anthony R. Kampf, Willian D. Birch und Anatoly Kasatkin im internationalen Wissenschaftsmagazin European Journal of Mineralogy. Die Autoren benannten das neue Mineral in Übereinstimmung mit der Nomenklatur der Pyrochlor-Obergruppe aufgrund seiner chemischen Zusammensetzung mit einer durch Fehlstellen (Vakanzen) dominierten A-Position, durch Wolfram dominierten B-Position sowie durch Hydroxygruppen dominierten Y-Position als Hydroxykenoelsmoreit (englisch Hydroxykenoelsmoreite).
Das Typmaterial für Hydroxykenoelsmoreit wird unter der Katalognummer M53606 (Holotyp) in der Sammlung des zum Melbourne Museum gehörenden „Museum Victoria“ in Melbourne, Australien, aufbewahrt. Die Typstufe des Hydroxykenoelsmoreits misst lediglich 0,5 × 0,5 cm – sie stellt bislang auch die einzige existierende Stufe für dieses Mineral dar.
Elsmoreit wurde zur Jahrtausendwende in der Zinn-Lagerstätte Elsmore nahe der gleichnamigen Stadt in der Neuengland-Region im australischen Bundesstaat New South Wales entdeckt und von einem australischen Forscherteam um Peter A. Williams, Peter Leverett, James L. Sharpe, Davis M. Colchester und John Rankin erstbeschrieben. Bei der Neudefinition der Nomenklatur der Pyrochlor-Obergruppe wurde Elsmoreit aufgrund seiner chemischen Zusammensetzung in Hydrokenoelsmoreit umbenannt; er ist gleichzeitig der Namensgeber für die gleichnamige Untergruppe innerhalb der Pyrochlor-Obergruppe.

## Klassifikation
Die aktuelle Klassifikation der International Mineralogical Association (IMA) zählt den Hydroxykenoelsmoreit zur Pyrochlor-Obergruppe mit der allgemeinen Formel A2–mB2X6–wY1–n, in der A, B, X und Y unterschiedliche Positionen in der Struktur der Minerale der Pyrochlor-Obergruppe mit A = Na, Ca, Sr, Pb2+, Sn2+, Sb3+, Y, U, □, oder H2O; B = Ta5+, Nb5+, Ti4+, Sb5+, W6+, Al3+ oder Mg2+; X = O, OH oder F und Y = OH−, F, O, □, H2O oder sehr große (>> 1,0 Å) einwertige Kationen wie K, Cs oder Rb repräsentieren. Zur Pyrochlor-Obergruppe gehören neben Hydroxykenoelsmoreit noch Fluorcalciomikrolith, Fluornatromikrolith, Hydrokenomikrolith, Hydrokenopyrochlor, Hydroxycalciomikrolith, Hydroxykenomikrolith, Kenoplumbomikrolith, Oxynatromikrolith, Oxystannomikrolith, Oxystibiomikrolith, Cesiokenopyrochlor, Fluorcalciopyrochlor, Fluornatropyrochlor, Hydropyrochlor, Hydroxycalciopyrochlor, Hydroxykenopyrochlor, Hydroxymanganopyrochlor, Hydroxynatropyrochlor, Oxycalciopyrochlor, Fluorcalcioroméit, Hydroxycalcioroméit, Hydroxyferroroméit, Oxycalcioroméit, Oxyplumboroméit, Hydrokenoelsmoreit, Fluornatrocoulsellit und Hydrokenoralstonit. Hydroxykenoelsmoreit bildet zusammen mit Hydrokenoelsmoreit innerhalb der Pyrochlor-Obergruppe die Elsmoréit-Gruppe.
In der veralteten 8. Auflage der Mineralsystematik nach Strunz und im zuletzt 2018 überarbeiteten „Lapis-Mineralienverzeichnis“ ist der Hydroxykenoelsmoreit noch nicht aufgeführt.
Die von der International Mineralogical Association (IMA) zuletzt 2009 aktualisierte 9. Auflage der Strunz’schen Mineralsystematik ordnet den Hydroxykenoelsmoreit in die Klasse der „Oxide (Hydroxide, V[5,6]-Vanadate, Arsenite, Antimonite, Bismutite, Sulfite, Selenite, Tellurite, Iodate)“ und dort in die Abteilung „Metall : Sauerstoff = 1 : 2 und vergleichbare“ ein. Hier ist das Mineral in der Unterabteilung „Mit großen (± mittelgroßen) Kationen; Lagen kantenverknüpfter Oktaeder“ zu finden, wo es zusammen mit Hydroxykenomikrolith, Fluornatromikrolith, Hydroplumboelsmoreit, Hydropyrochlor, Oxycalciopyrochlor und Oxystibiomikrolith die „Pyrochlorgruppe“ mit der Systemnummer 4.DH.15 bildet.
In der vorwiegend im englischen Sprachraum gebräuchlichen Systematik der Minerale nach Dana ist der Hydroxykenoelsmoreit nicht gelistet.

## Chemismus
Vier Mikrosondenanalysen an Hydroxykenoelsmoreit-Körnern von der Typlokalität lieferten Mittelwerte von 0,03 % Na2O; 0,03 % K2O; 0,10 % CaO; 0,03 % BaO; 14,77 % PbO; 1,67 % Al2O3; 5,99 % Fe2O3; 72,39 % WO3; und 5,45 % H2O (berechnet); Summe = 11,46 %. Auf der Basis von sieben (O+OH) Kationen pro Formeleinheit wurde daraus die empirische Formel
(☐1,668Pb0,315Ca0,009Na0,005K0,003Ba0,001)Σ=2,00(W6+1,487Fe3+0,357Al0,156)Σ=2,00(O4,119(OH)1,881)Σ=6,00(OH) berechnet, die zu (☐,Pb)2(W,Fe3+,Al)2(O,OH)6(OH) vereinfacht wurde. So lautet auch die offizielle Schreibweise der IMA für die Formel des Hydroxykenoelsmoreits.
Die neben Hydroxykenoelsmoreit einzigen Minerale mit der Elementkombination W – O – H sind Hydrotungstit, WO3·2H2O, und Meymacit, WO3·2H2O. Chemisch ähnlich sind u. a. Jixianit, ein „Plumboelsmoreit“ mit der Formel Pb(W,Fe3+)2(O,OH)7, und Mpororoit, WAlO3(OH)3·2(H2O).
Innerhalb der Pyrochlor-Obergruppe sind theoretisch durch die vier verschiedenen zu besetzenden Positionen eine Vielzahl von Substitutionsmöglichkeiten vorhanden. Hydroxykenoelsmoreit ist das OH-dominante Analogon zum H2O-dominierten Hydrokenoelsmoreit. Untergruppen-übergreifend ist Hydroxykenoelsmoreit das W6+-dominante Analogon zum Ta-dominierten Hydroxykenomikrolith und zum Nb-dominierten Hydroxykenopyrochlor.
Die Pb-Gehalte auf den A-Positionen zeigen eine mögliche Mischkristallbildung zu einem noch nicht definierten „Hydroxyplumboelsmoreit“ an.

## Kristallstruktur
Hydroxykenopyrochlor kristallisiert im trigonalen Kristallsystem in der Raumgruppe R3 (Raumgruppen-Nr. 148) mit den Gitterparametern a = 7,313 Å und c = 17,863 Å sowie sechs Formeleinheiten pro Elementarzelle.
Hydroxykenopyrochlor gehört zu den nichtkubischen Vertretern der Pyrochlor-Obergruppe, in denen eine Erniedrigung der Symmetrie die A-, B- und X-Positionen aufspaltet, so dass die Struktur kristallographisch (A1)3(A2)1(B1)3(B2)1(X1)6(X2)6Y2 entspricht. Dies wird verursacht durch die Ordnung von Fe3+ auf einer der beiden B- bzw. W-Positionen. Der Hydroxykenoelsmoreit des Typmaterials entspricht dem Polytyp 3R – im Gegensatz zum Hydrokenomikrolith-3R (Atencio, 2016) ist hier die Symmetrie aber noch weiter zu R3 (Nr. 148) erniedrigt. Dafür verantwortlich ist die sehr geringe Rotation der Koordinationspolyeder, die nicht mit einer weiteren Aufspaltung der Positionen verbunden ist.
Die Kristallstruktur des Hydroxykenoelsmoreits enthält über gemeinsame Ecken verknüpfte B1-Oktaeder mit (Fe3++Al) und B2-Oktaeder. Diese sowie die Blei-Atome sind zu einem Netzwerk durch die nicht zum Gerüst gehörenden OH-Gruppen verbunden. Beide A-Positionen sind größtenteils leer (vakant), aber teilweise durch Pb besetzt. Während die B2-Position vollständig mit Wolfram besetzt ist, findet auf der B1-Position eine Substitution von Wolfram durch (Fe-Al) statt.

## Eigenschaften

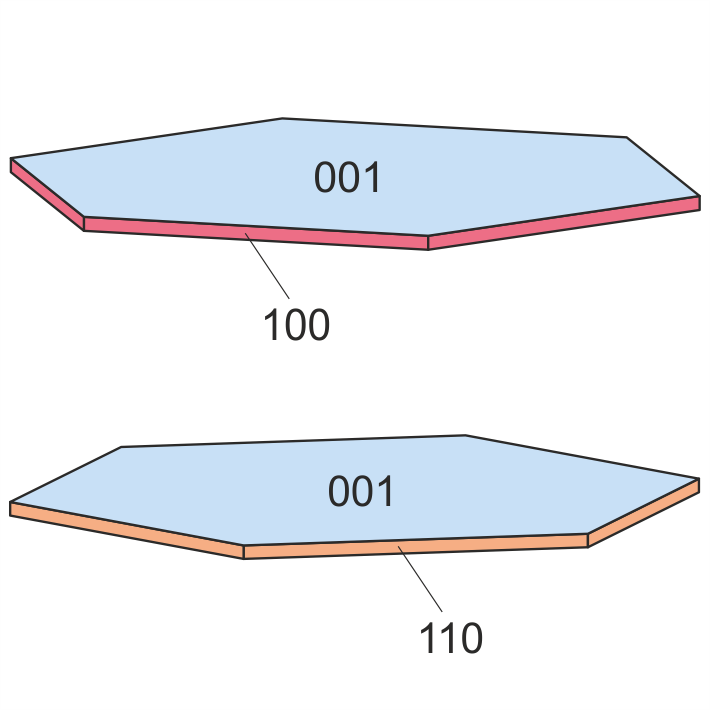
Zeichnung von plattigen Hydroxykenoelsmoreit-Kristallen mit dem Basispinakoid {001} als trachtbestimmender und den Prismen {100} (oben) bzw. {110} (unten) als weiterer Flächenform

### Morphologie
Hydroxykenoelsmoreit bildet an seiner Typlokalität subidiomorphe, winzige Kristalle von 50 µm, in den meisten Fällen sogar weniger als 20 µm Durchmesser, wobei die plättchenförmigen Kristalle Dicken von lediglich ≈ 2 µm erreichen. Die Kristalle treten zu losen, rosettenförmigen Aggregaten von ca. 150 µm Durchmesser zusammen. Die trachtbestimmende Form der Kristalle ist das Basispinakoid {001}. Obwohl weitere Flächenformen nicht identifiziert werden konnten, müssen aufgrund der Erscheinungsform der sechsseitig-tafeligen Kristalle auch Prismen wie {100} oder {110} auftreten (vgl. dazu die nebenstehenden Kristallzeichnungen).

### Physikalische und chemische Eigenschaften
Die Kristalle des Hydroxykenoelsmoreits sind kanariengelb, ihre Strichfarbe ist dagegen immer blassgelb. Die Oberflächen des durchsichtigen Hydroxykenoelsmoreits zeigen einen glasartigen Glanz, was gut mit dem hohen Wert für die mittlere Lichtbrechung (n = 2,065, berechnet) übereinstimmt. Das Mineral ist optisch einachsig negativ und nicht pleochroitisch.
Hydroxykenoelsmoreit weist eine sehr vollkommene Spaltbarkeit nach {001} auf. Aufgrund seiner Sprödigkeit bricht er aber ähnlich wie Amblygonit, wobei die Bruchflächen uneben (unregelmäßig) ausgebildet sind. Mit einer Mohshärte von ≈ 3 gehört das Mineral zu den mittelharten Mineralen und ließe sich wie das Referenzmineral Calcit bei entsprechender Kristallgröße mit einer Kupfermünze ritzen. Die berechnete Dichte für Hydroxykenoelsmoreit beträgt 5,806 g/cm³.
Angaben zu einer eventuellen Fluoreszenz und zur Kathodolumineszenz unter dem Elektronenstrahl fehlen für das Mineral ebenso wie eine Charakteristik seines chemischen Verhaltens.

## Bildung und Fundorte
Die Typlokalität für Hydroxykenoelsmoreit sind hydrothermale Quarzgänge im 2,5 × 15 km großen Golderzfeld von „Masaka“ in der Provinz Muyinga im afrikanischen Binnenstaat Burundi. Die Gold-Quarz-Gänge sitzen in einem Horizont mit Quarziten und quarzitischen Konglomeraten. Im genannten Goldfeld wird in über 40 Abbauen artisanaler Bergbau betrieben.
Typische Begleitminerale des Hydroxykenoelsmoreit an seiner Typlokalität sind Goethit und Galenit sowie Quarz.
Als extrem seltene Mineralbildung konnte der Hydroxykenoelsmoreit bisher (Stand 2018) lediglich von seiner Typlokalität beschrieben werden. Fundstellen für Hydroxykenoelsmoreit in Deutschland, Österreich und der Schweiz sind damit unbekannt.

## Verwendung
Hydroxykenoelsmoreit wäre aufgrund seiner WO3-Gehalte von 71,62 bis 73,18 Gew.-% ein reiches Wolfram-Erz. Aufgrund seiner extremen Seltenheit ist das Mineral allerdings ohne jede praktische Bedeutung und nur für Mineralsammler interessant.